# Самвелян, Николай Григорьевич
Никола́й Григо́рьевич Самвеля́н (наст. фамилия Ле́син; 3 ноября 1936, Рыково — 3 июня 1992, Москва) — советский писатель-прозаик. Известен своими историческими повестями и романами для юношества. Писал на русском и украинском языках.

## Биография
Мать — Арекназан Шахбазовна Мадонян, отец — писатель Константин Мысливец — был арестован по обвинению в украинском национализме и расстрелян в 1937 году, когда сыну было девять месяцев. Новую фамилию и отчество получил после усыновления отчимом Григорием Лесиным.
Окончил факультет журналистики Львовского университета, работал в областных и республиканских газетах (Львов, Киев, Калининград, Крым, Одесса). Первая публикация — в журнале «Литературная Армения» (1961). Член КПСС (с 1964). С 1971 года жил в Москве. Член Союза писателей СССР с 1976 года (был парторгом московской организации Союза писателей). Действительный член «Академии Тиберина» (Рим, с 1989), профессор Римского университета (с 1989). Президент Международной ассоциации творческой интеллигенции «Мир культуры» (с 1989).
Жена — Наталья Павловна Шульц (1933—2016), писательница, дочь археолога П. Н. Шульца.
Похоронен на Троекуровском кладбище.

## Избранная библиография
- Избранное. — М., 1985.
- 1974 Послесловие к жизни Кольки (повесть) // Родники (альманах), вып. 2.
- 1975 Вилла «Гражина» (повесть) // Искатель, № 3
- Московии таинственный посол (роман об Иване Фёдорове). — М.: Детская литература, 1976.
- Казачий разъезд (роман). — М.: Детская литература, 1978.
- Крымская повесть. — М.: Детская литература, 1981. Повесть о революционных событиях 1905-1906 годов в Крыму, о восстании на крейсере "Очаков".
- Альпийский эдельвейс (роман). — М.: Детская литература, 1983.
- Московии таинственный посол. — 2-е изд., перераб. и доп. — М.: Детская литература, 1984.
- Счастливчик Пенкин. — М.: Советский писатель, 1984.
- Казачий разъезд. — 2-е изд., перераб. и доп. — М.: Советская Россия, 1985.
- Век наивности: Повести. — М.: Советский писатель, 1986.
- Пока сердца для чести живы. — М.: Просвещение, 1986.

Произведения переводились на многие языки. Некоторые выходили только в итальянском переводе.
Сборник «Век наивности»
Вышел в 1986 году, содержит исторический детектив «Семь ошибок, включая ошибку автора», повести «Альпийский эдельвейс», «Серебряное горло», «Крымская повесть», «Дед боксёра», «Бек наивности» и «Счастливчик Пенкин».